# Pazzo pazzo West!
Pazzo pazzo West! (Hearts of the West) è un film statunitense del 1975 diretto da Howard Zieff.